# Šim'on (Tel Aviv)
Šim'on (hebrejsky: שמעון) je čtvrť v jižní části Tel Avivu v Izraeli. Je součástí správního obvodu Rova 8 a samosprávné jednotky Rova Darom. Bývá považována za podčást čtvrti Kirjat Šalom.

## Geografie
Leží na jižním okraji Tel Avivu, cca 3 kilometry od pobřeží Středozemního moře, v nadmořské výšce okolo 20 metrů. Dopravní osou je dálnice číslo 20 (zde nazývaná Derech Chejl ha-Širjon), která probíhá po jihovýchodním okraji čtvrtě. Na jihu s ní sousedí čtvrť Kirjat Šalom, na severu Šapira. Na východě za tělesem dálnice číslo 20 začíná fragment původní zemědělské krajiny podél toku Nachal Ajalon. Na západ od čtvrti se rozkládají rozsáhlé parkové areály v lokalitě bývalé arabské vesnice Abu Kabir.

## Popis čtvrti
Plocha čtvrti je vymezena na severu třídou Derech Kibuc Galujot, na východě dálnicí číslo 20 a na západě ulicí Pinchas Lavon. Zástavba má charakter husté blokové městské výstavby. 